# Bucyrus (Dacota do Norte)
Bucyrus é uma cidade localizada no estado norte-americano de Dacota do Norte, no Condado de Adams.

## Demografia
Segundo o censo norte-americano de 2000, a sua população era de 26 habitantes. 
Em 2006, foi estimada uma população de 23, um decréscimo de 3 (-11.5%).

## Geografia
De acordo com o United States Census Bureau tem uma área de 
0,9 km², dos quais 0,9 km² cobertos por terra e 0,0 km² cobertos por água.

## Localidades na vizinhança
O diagrama seguinte representa as localidades num raio de 32 km ao redor de Bucyrus. 